# Gliese 676 Ad
Gliese 676 Ad è un pianeta extrasolare orbitante attorno alla stella Gliese 676 A. Si tratta del terzo pianeta di quel sistema planetario ad essere stato scoperto, dopo Gliese 676 Ab e Gliese 676 Ac, ed è il più vicino alla stella finora conosciuto. È l'unico pianeta terrestre del sistema e a causa della vicinanza con la stella è in costante rotazione sincrona.